# Aéroport Sdé Dov
L'aéroport Sdé Dov (en hébreu : שדה דב, littéralement aéroport Dov, en arabe : مطار سدي دوف), également connu sous le nom aéroport Dov Hoz (en hébreu : נמל התעופה דב הוז (Namal HaTé'oufa Dov Hoz), en arabe : مطار دوف هوز) (code IATA : SDV • code OACI : LLSD), était un aéroport situé à Tel Aviv, en Israël, qui proposait principalement des vols intérieurs vers l'aéroport d'Eilat (en), l'aéroport Ein Yahav (en), l'aéroport international d'Haïfa et l'aéroport de Rosh Pina (en).

## Histoire
C'est en 1937 que Israël Rokach, le maire de Tel-Aviv, demandait aux autorités du mandat britannique la permission de créer un aéroport en Palestine mandataire, promettant de résoudre le problème du transport des Juifs pendant la révolte arabe de 1936-1939 et ceci lorsqu’ils voyageaient de Tel-Aviv à travers le territoire arabe jusqu’à l’aéroport principal de Lydda pour prendre des vols de la "Palestine Airways" à destination de Haïfa.
Ouvert en 1938, c'était le plus grand aéroport à l'intérieur de la ville de Tel Aviv-Jaffa et le second plus grand de la région après l'aéroport Ben-Gourion, qui est situé dans la banlieue de Lod.
L'aéroport a été nommé en hommage à Dov Hoz (en), un pionnier de l'aviation israélienne.
Palestine Airways cesse définitivement ses activités en août 1940, laissant à l'armée britannique les lieux jusqu'en décembre 1947, puis à l'armée israélienne (FDI).
La fermeture de l'aéroport est intervenue en juillet 2019 afin de permettre la construction d'habitations de luxe, d'hôtels et de centres commerciaux en bord de mer,,.
735 000 passagers avaient transité par l'aéroport en 2012. Il servait également d'aéroport d'accueil de rapatriements sanitaires.
Seule la tour de contrôle a été conservée en tant que bâtiment historique.
Le terminal commercial a été relocalisé vers l'aéroport international Ben Gourion.
Le terminal militaire a été quant à lui transféré vers la base aérienne de Palmachim.

## Évolution du projet de reconstruction de Sdé Dov
En 2024, les 16 000 logements dont certains très luxueux, 35 tours de bureaux, 250 000 mètres carrés d'hôtels et espaces commerciaux sur 3 quartiers ainsi que la ligne verte du tramway de Tel Aviv ne sont toujours pas construit, le projet entant toujours en cours d'approbation,
Par contre, le projet d'un nouvel hôpital, le plus grand centre de rééducation d’Israël, a été signé en début d'année.
Noa Kirel, la plus grande star israélienne actuelle, qui a fini troisième du concours de l'Eurovision, s'est offert un penthouse sur plan à Sde Dov pour plus de dix millions de shekels soit 2.5 millions d'euros.

## Situation en Israël
| Tel Aviv · Ben Gourion Eilat - Ramon Eilat - Ovda Eilat - Hozman Tel Aviv · Sdé Dov Haïfa Ein Yahav Rosh Pina |

## Compagnies et destinations en 2019 avant la fermeture
| Compagnies                | Destinations                                                             |
| ------------------------- | ------------------------------------------------------------------------ |
| Arkia                     | Eilat (Hozman) (en), Larnaca                                             |
| Ayit Aviation and Tourism | Charter : Rosh Pina (en), Eilat (Hozman) (en) En saison Charter : Paphos |
| Israir Airlines           | Eilat (Hozman) (en), Larnaca                                             |
| Tus Airways               | Larnaca                                                                  |

Édité le 06/01/2019

## Galerie photographique

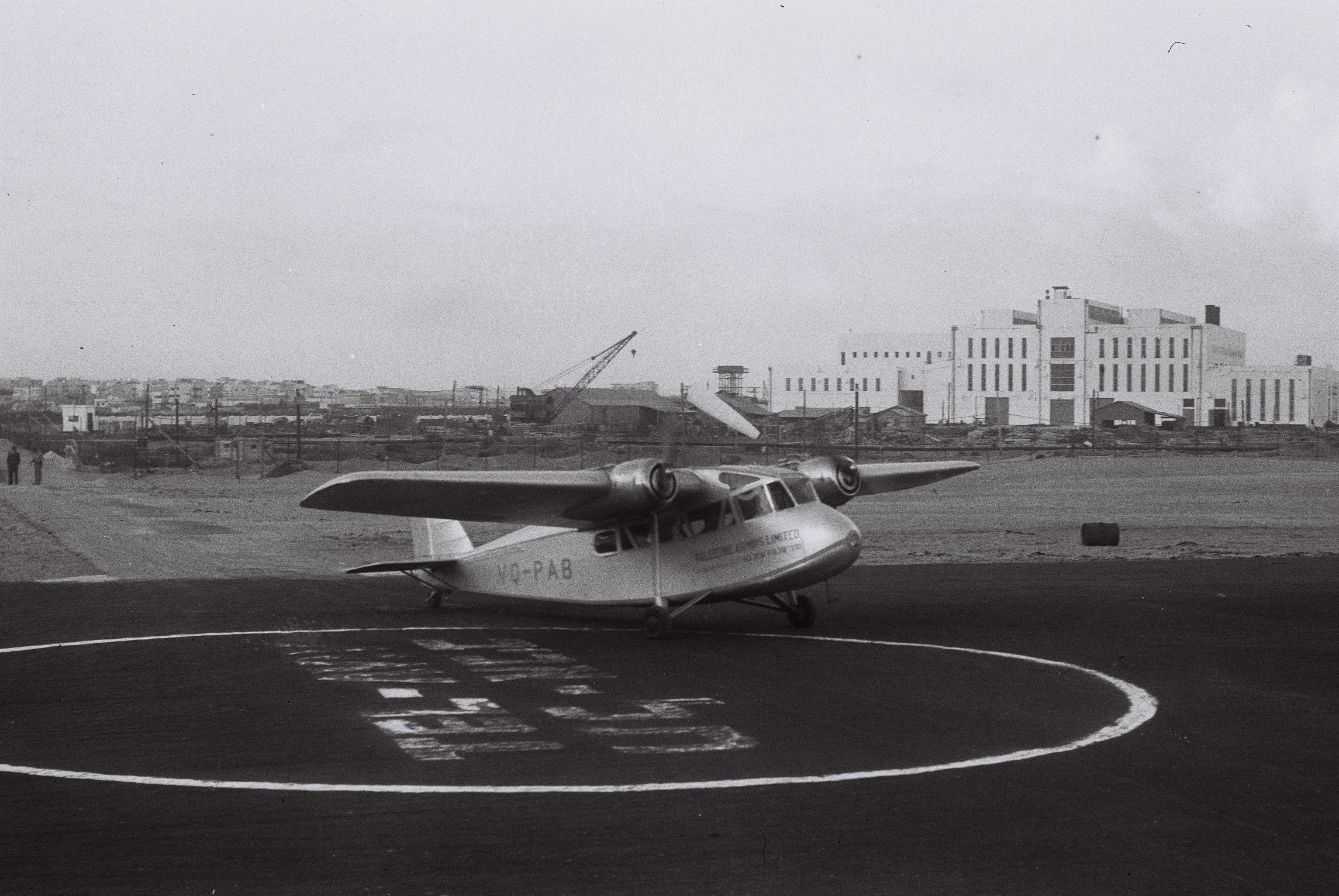
La Palestine Airways en 1938 à Sdé Dov
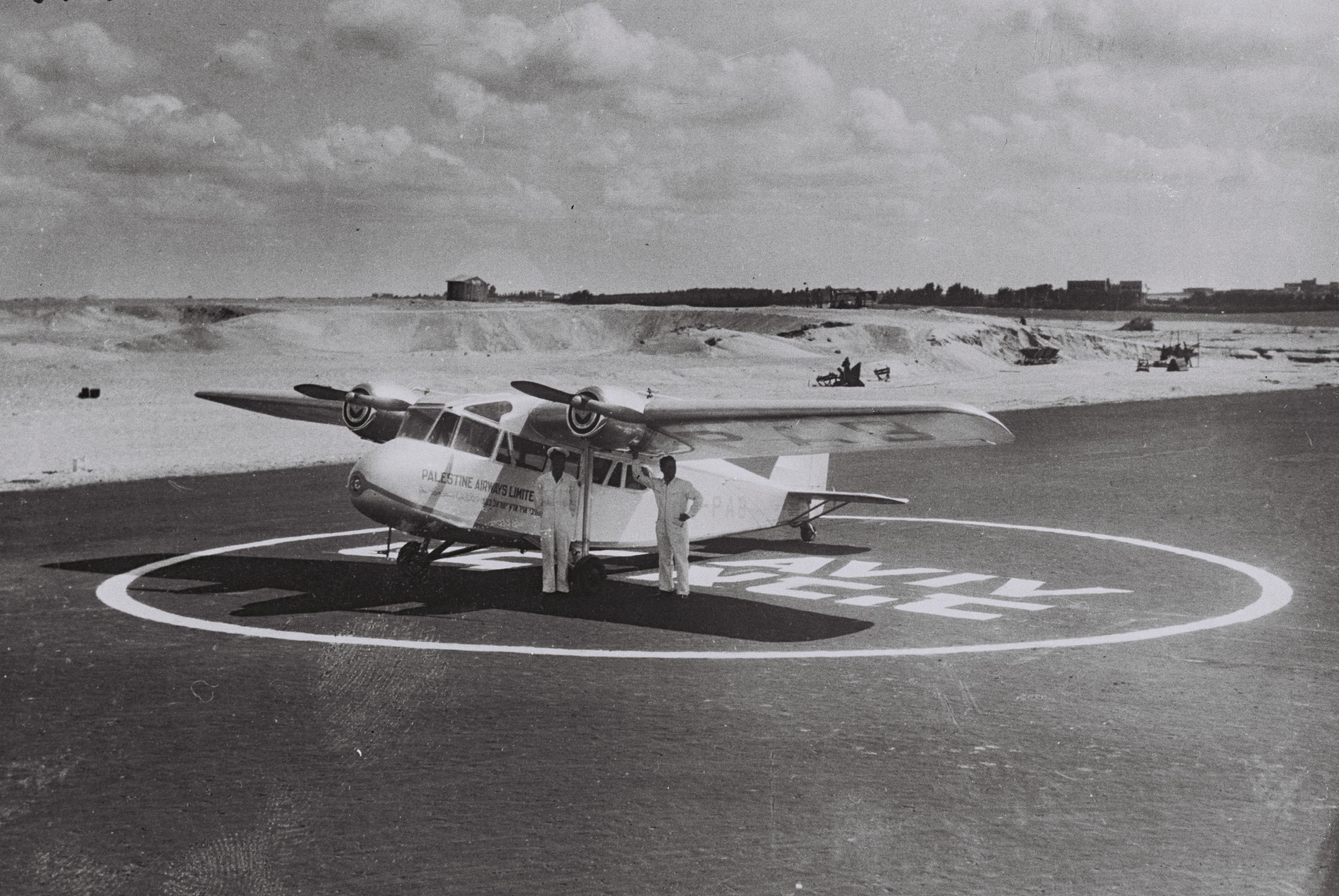
La Palestine Airways en 1938 à Sdé Dov
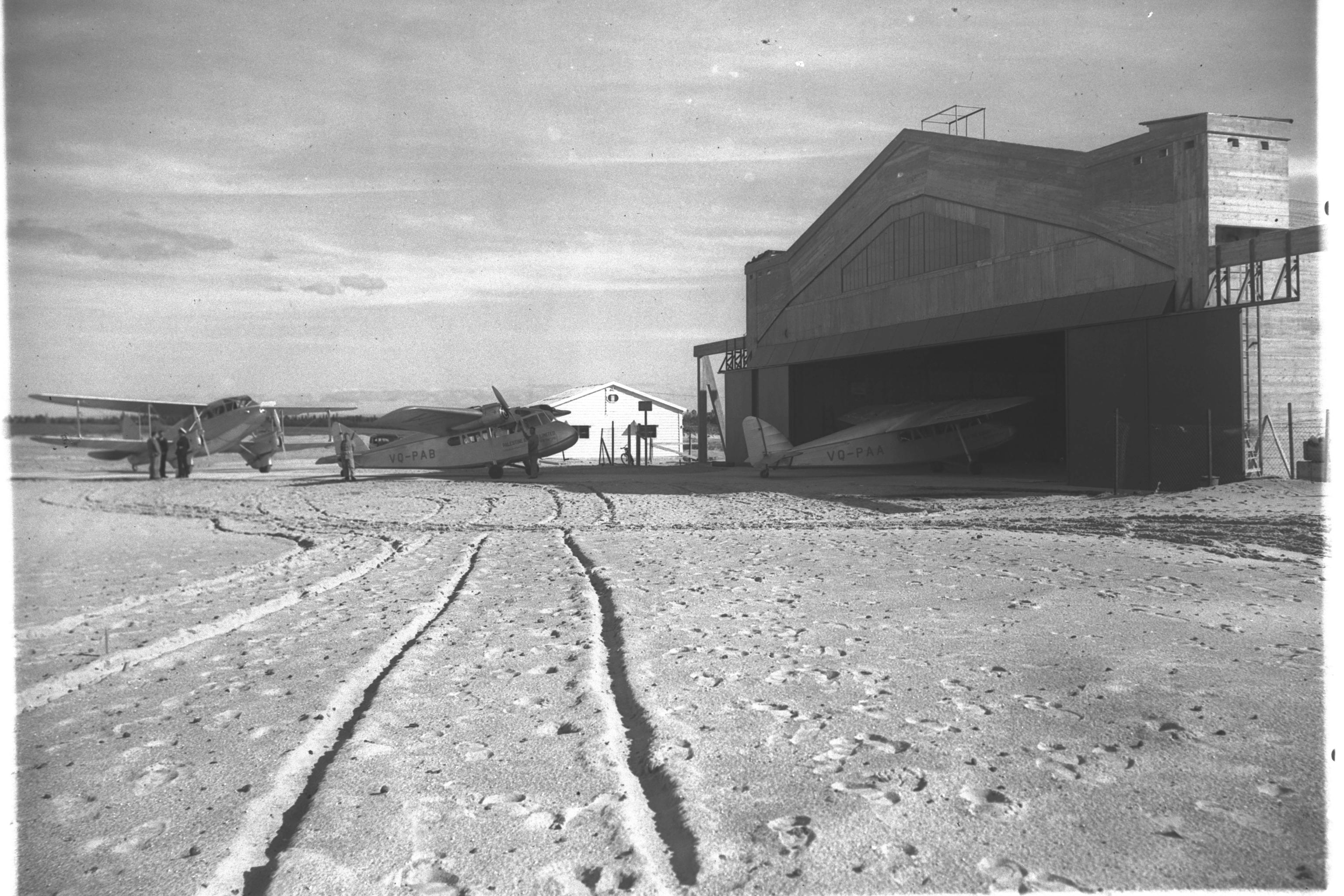
Hangar de Sdé Dov en 1938
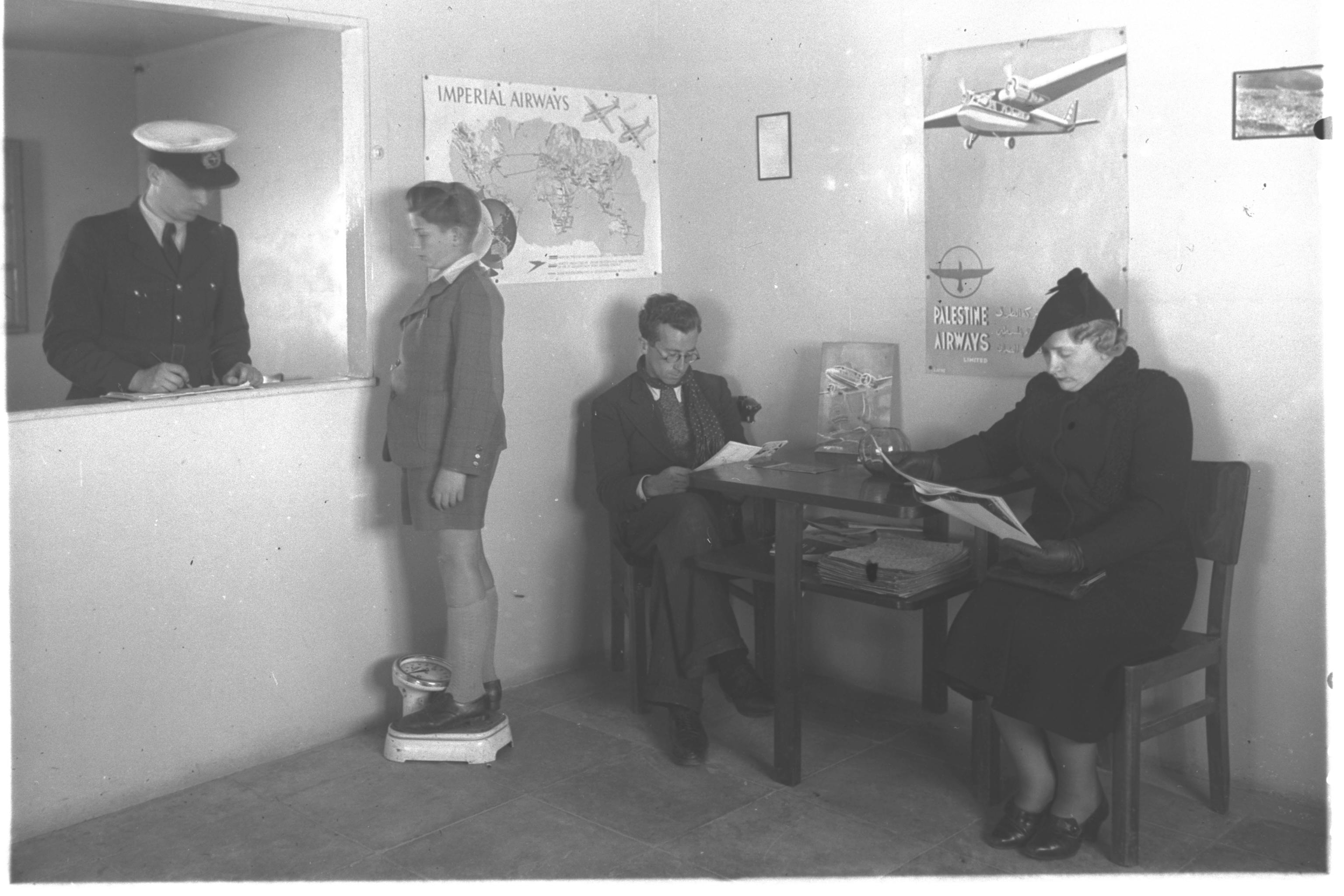
Passagers en février 1939
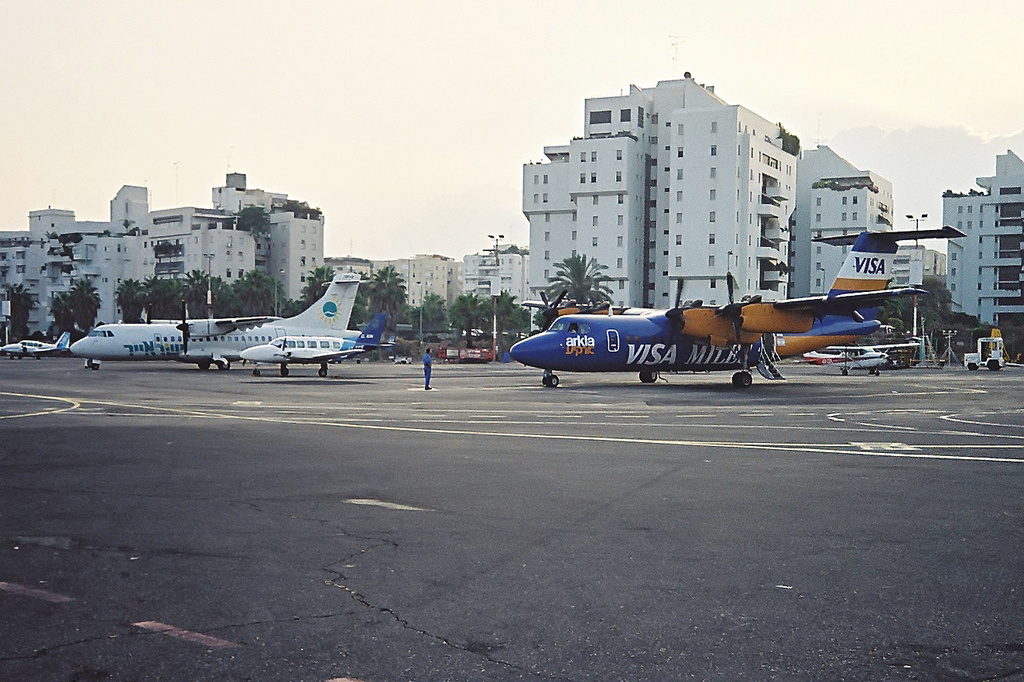
Avions sur le tarmac de Sdé Dov en 1998
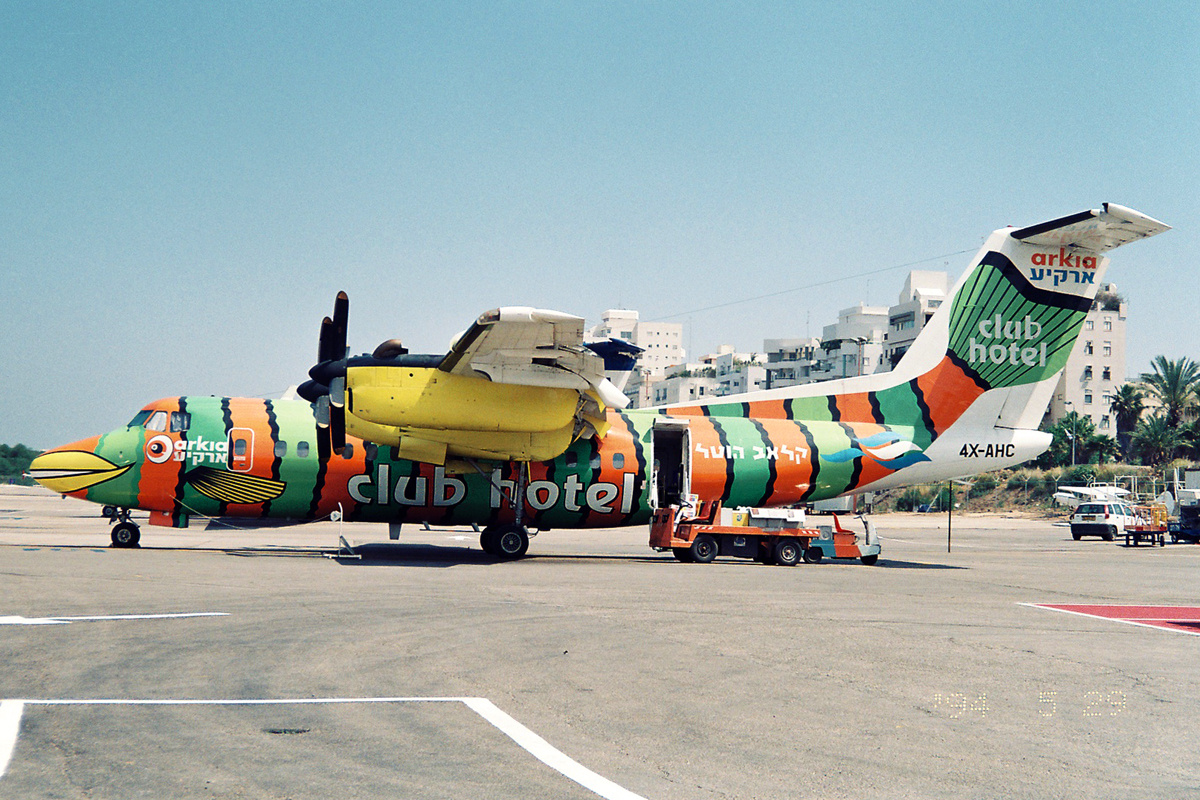
Dash 7 d'Arkia à Sdé Dov en 1998
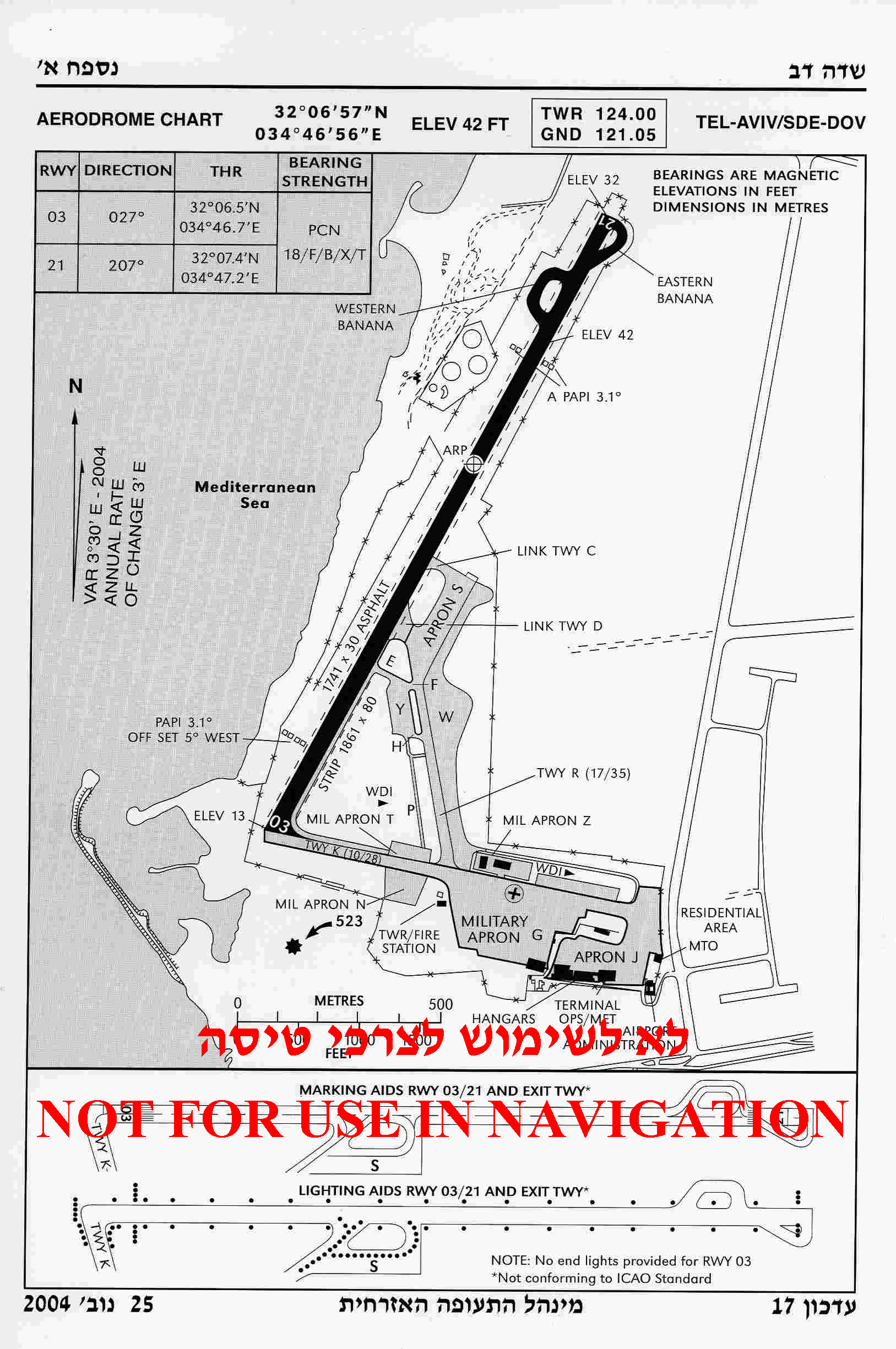
Carte de l'aéroport de 2004
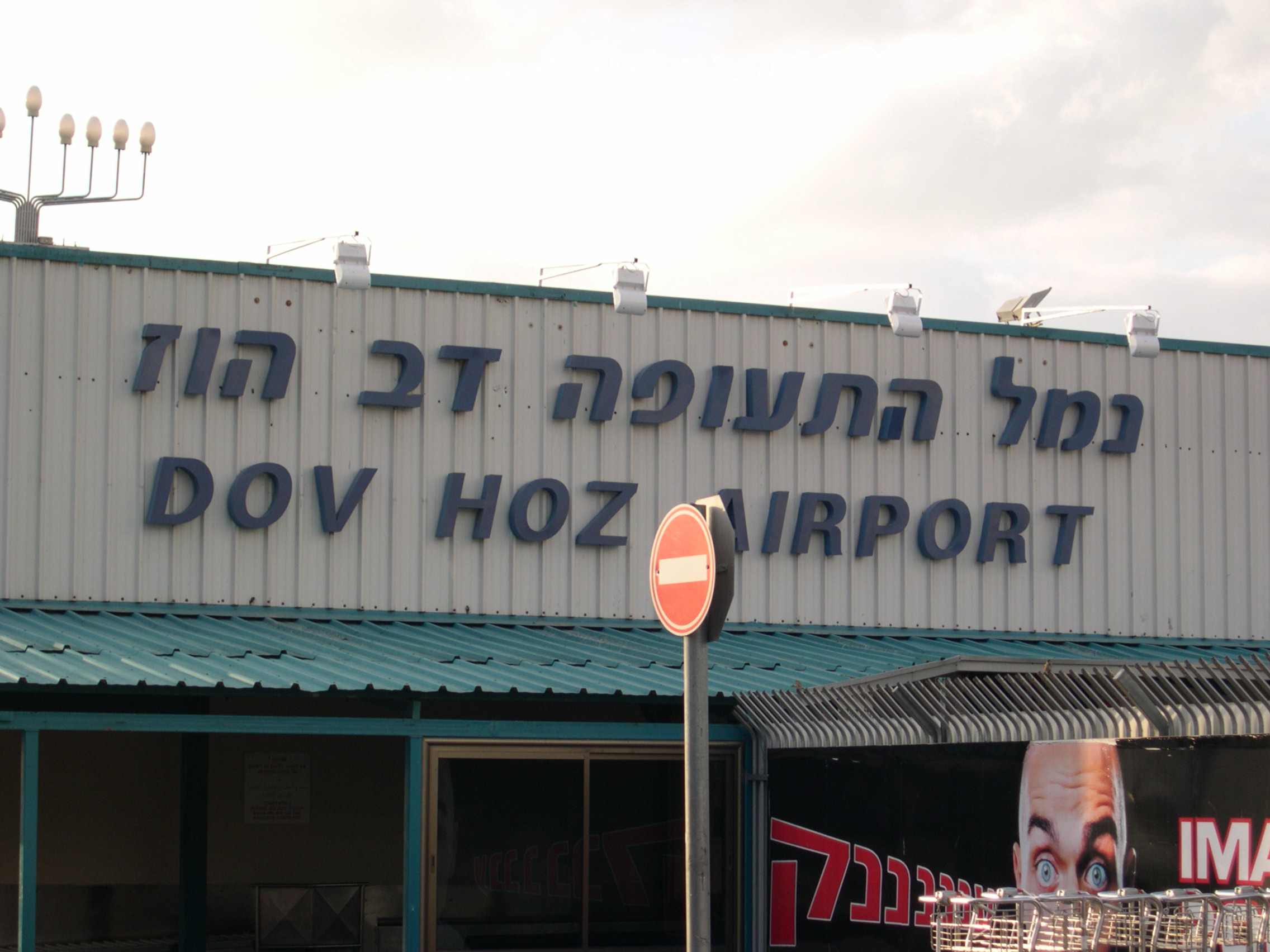
Batiment aéroportuaire en 2005
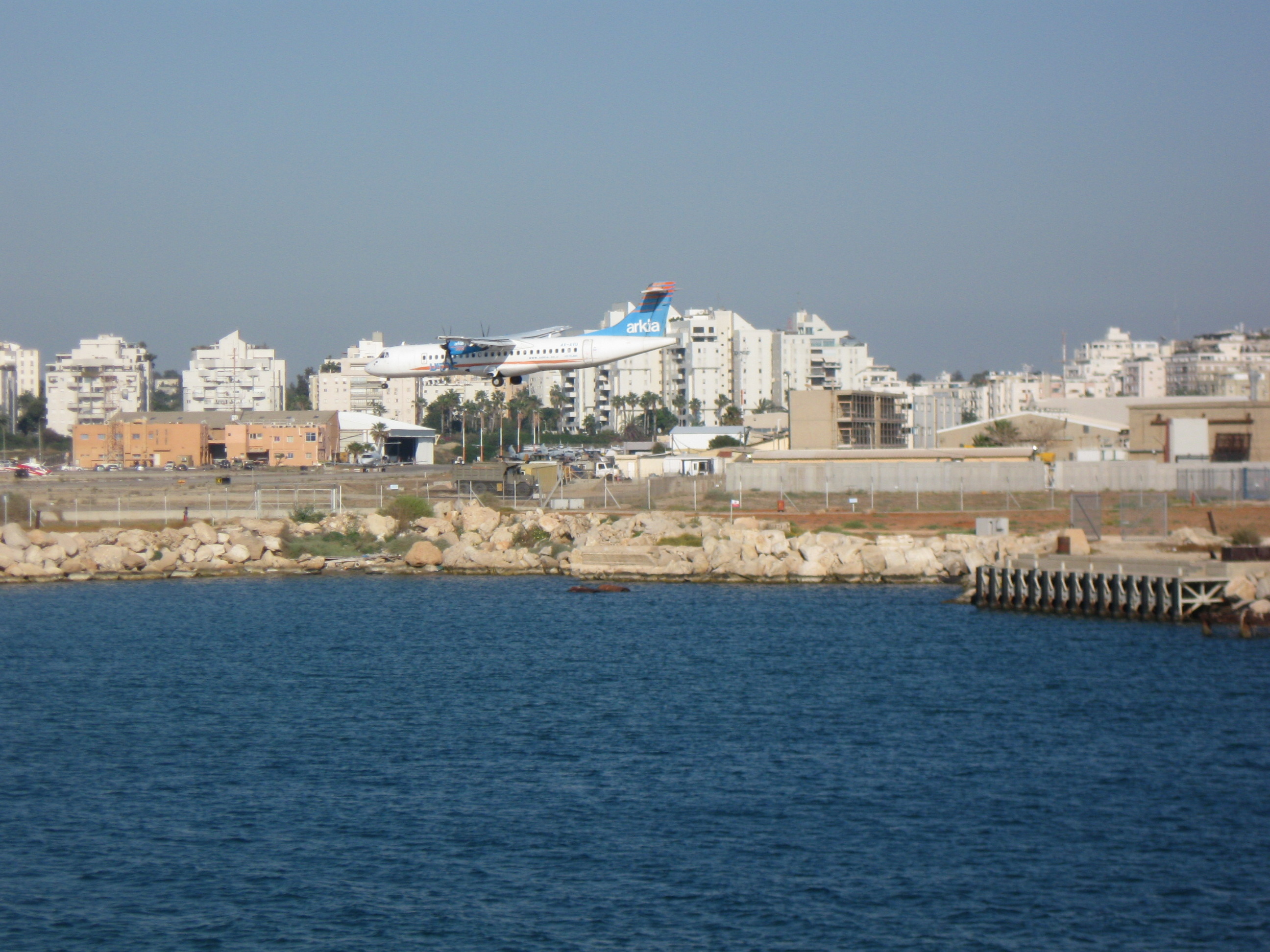
ATR 72-500 d'Arkia à l'atterrissage en 2010
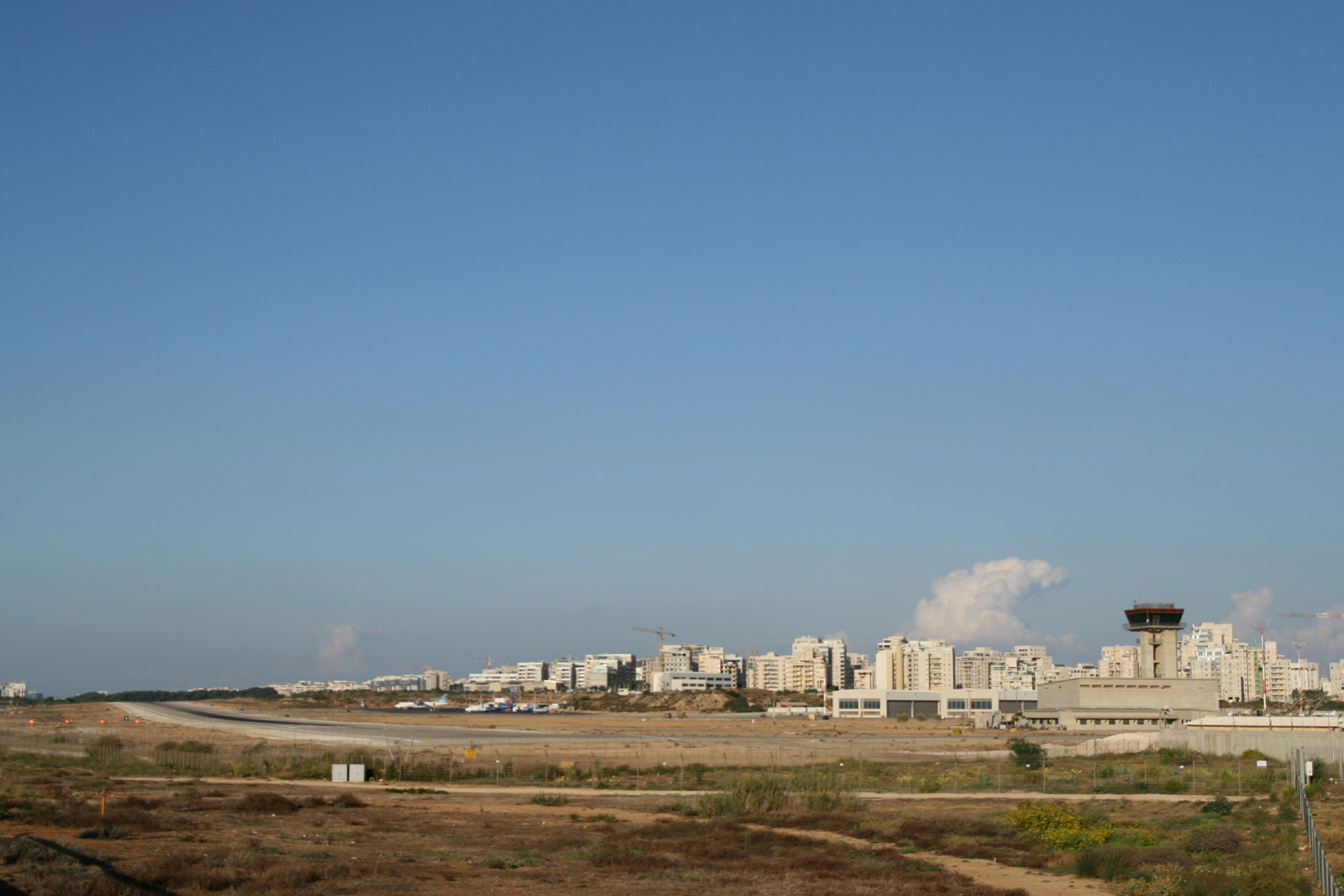
La piste en 2012
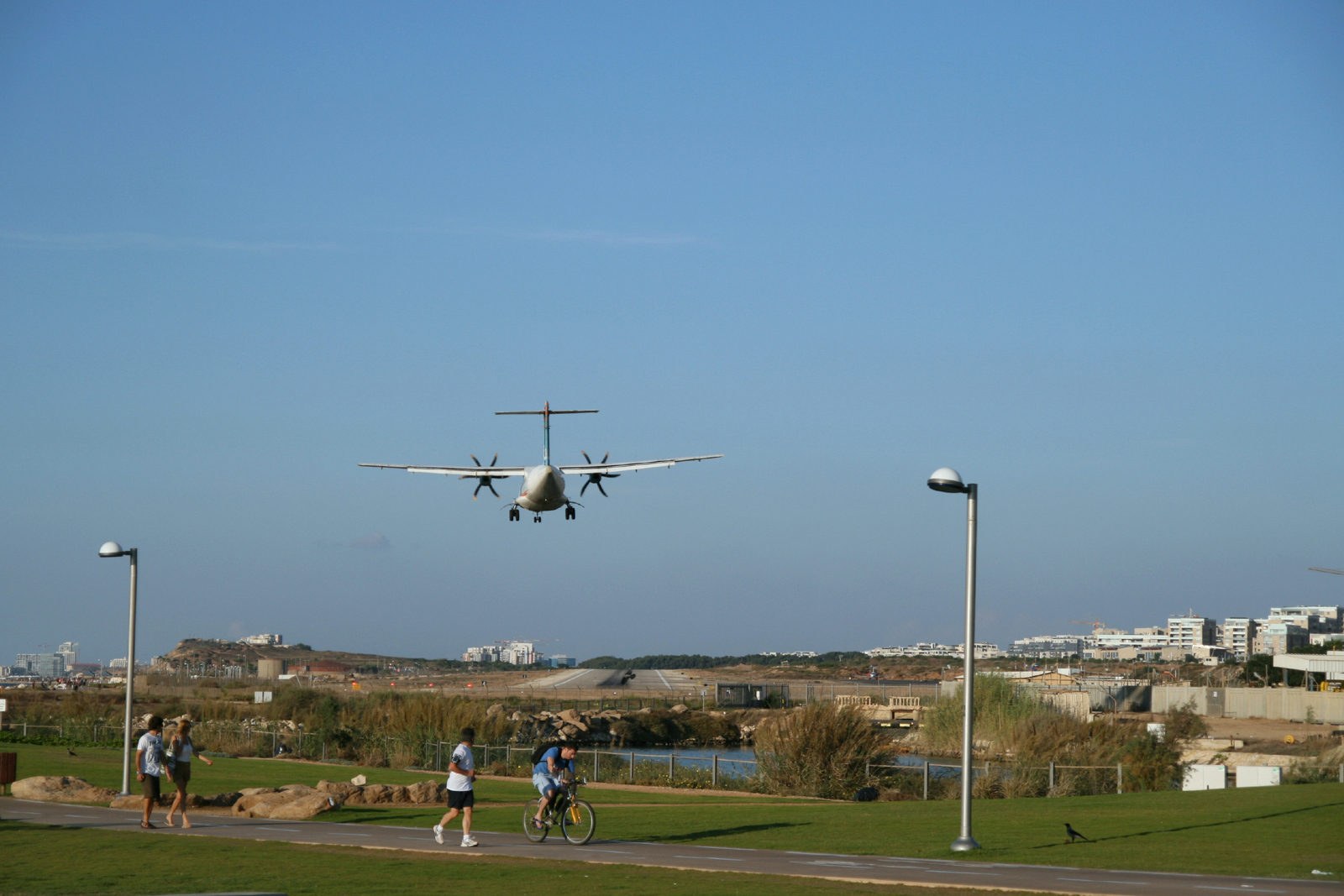
Atterrissage d'un ATR en 2012
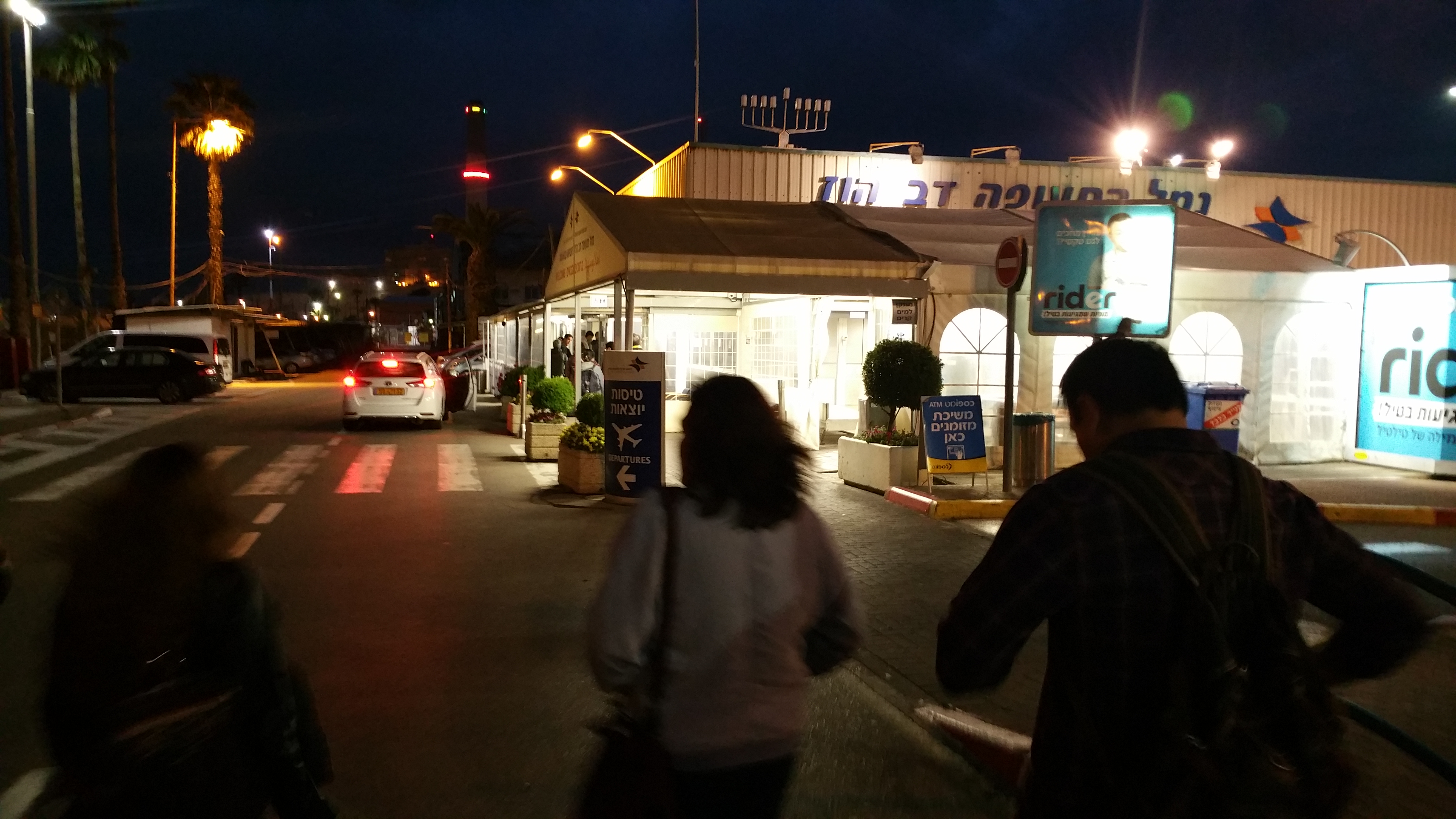
Aérogare en 2016
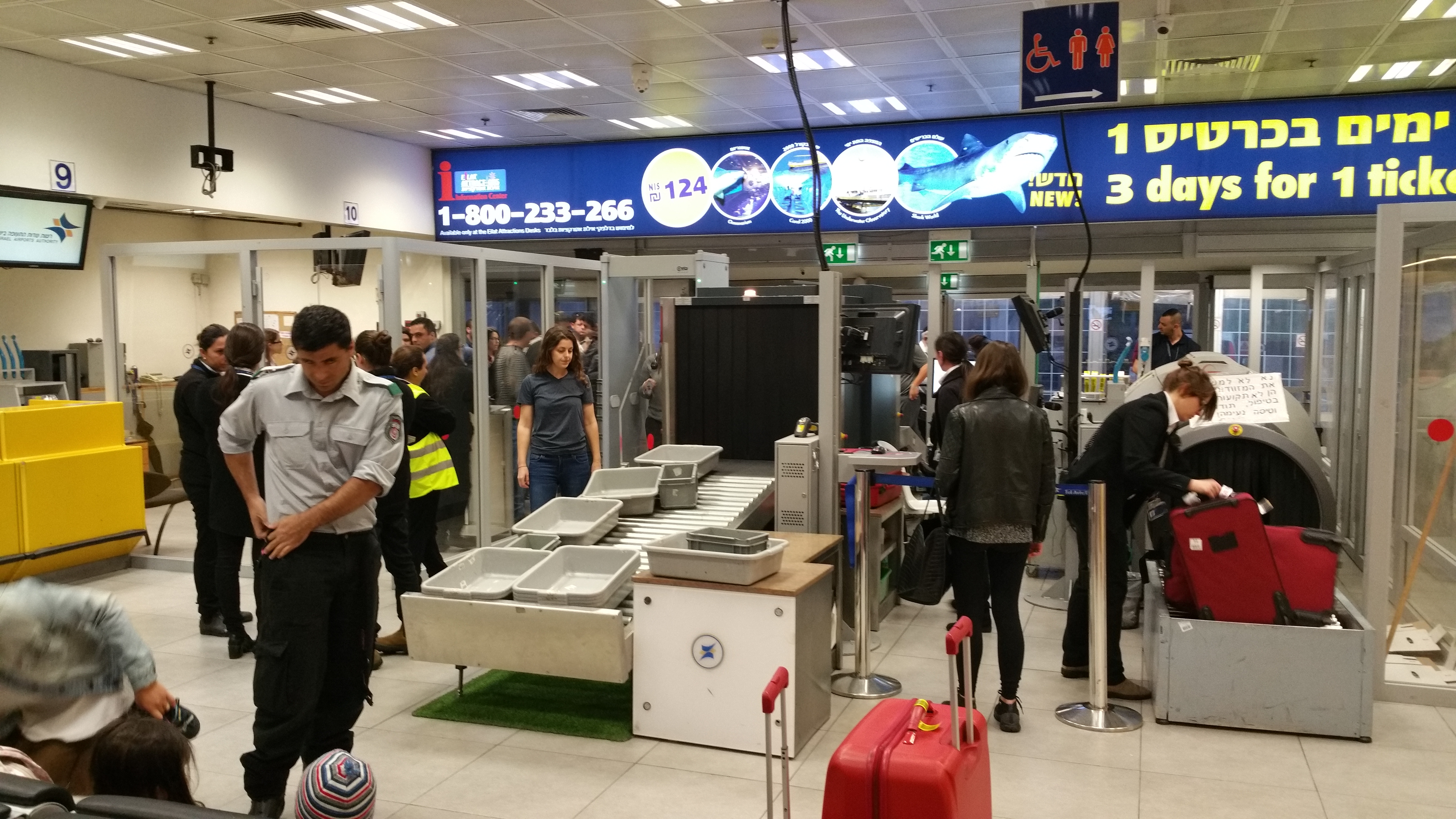
Contrôle des bagages en 2016
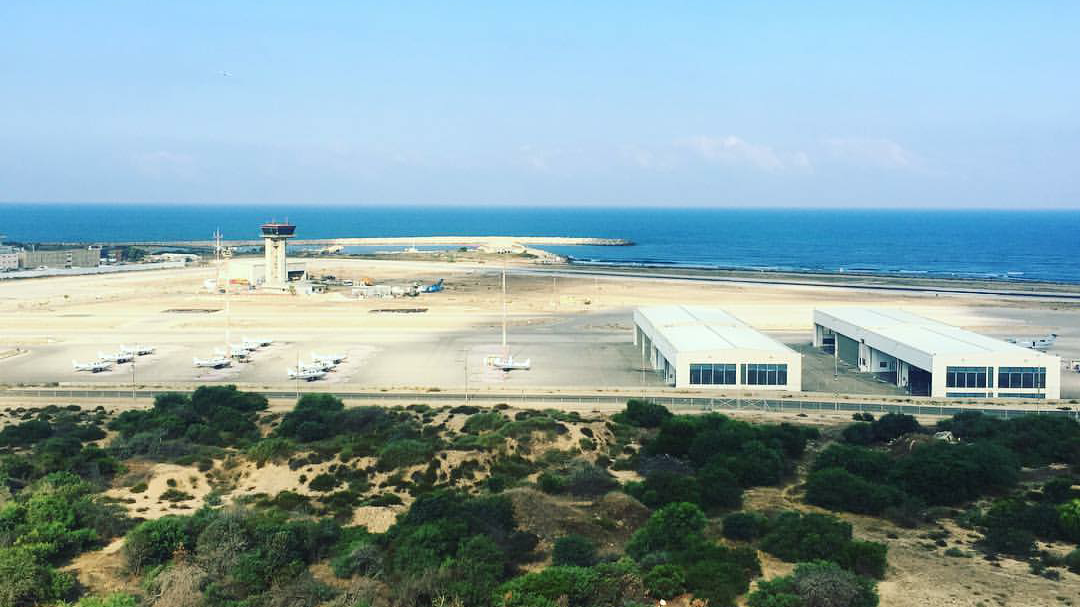
Sdé Dov en 2017
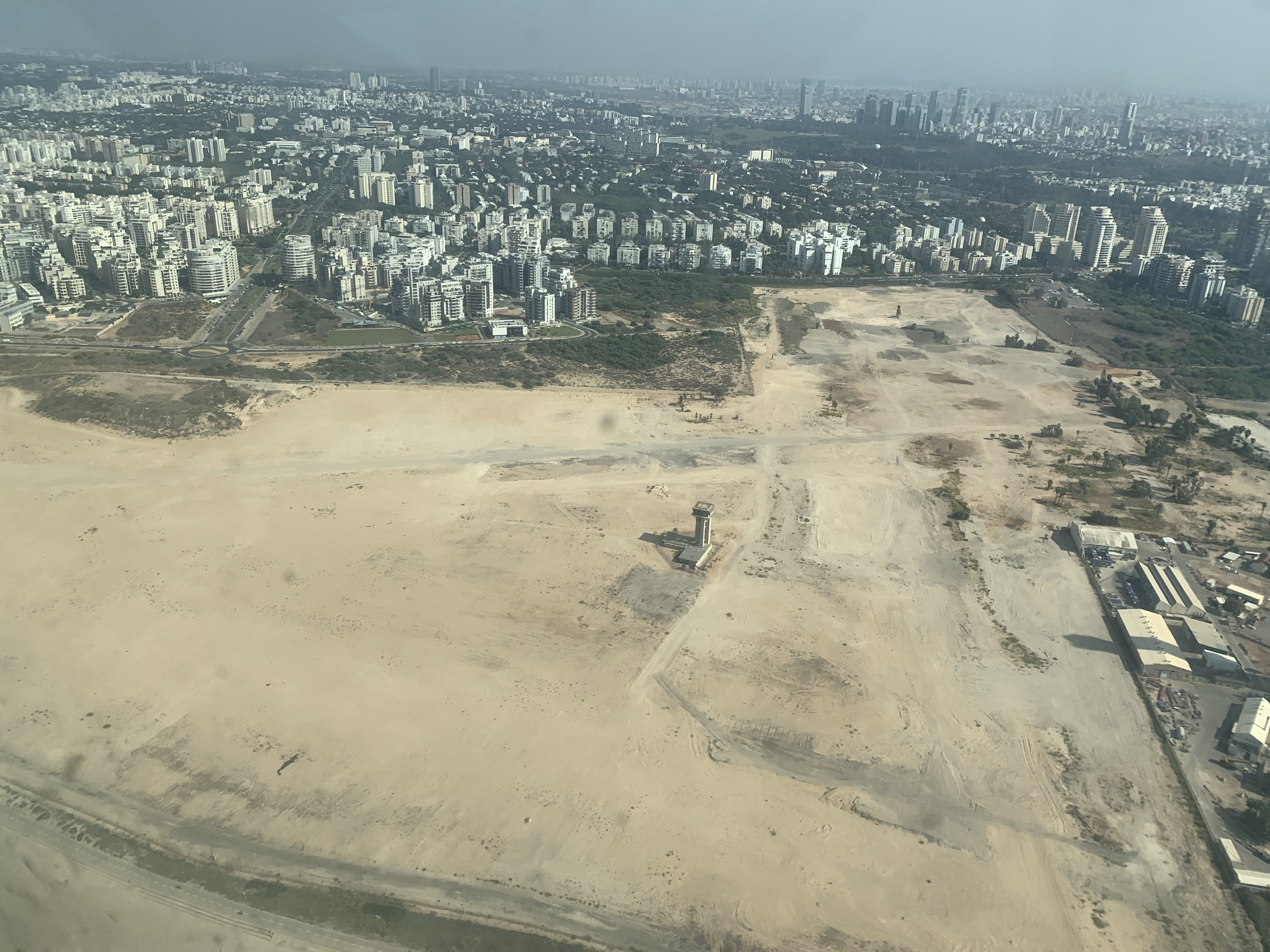
Le site en 2020 après démolition (on distingue la tour de contrôle préservée au milieu)
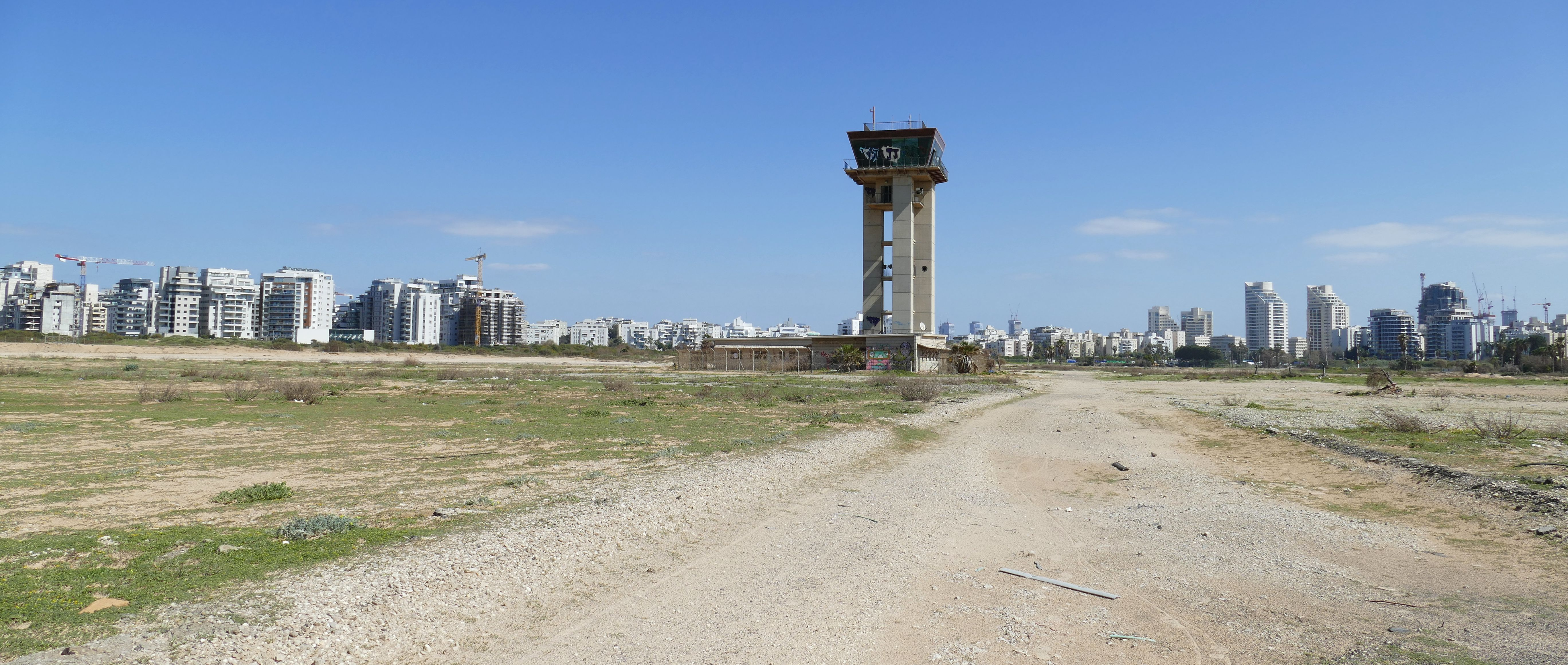
Ancienne tour de contrôle en 2021
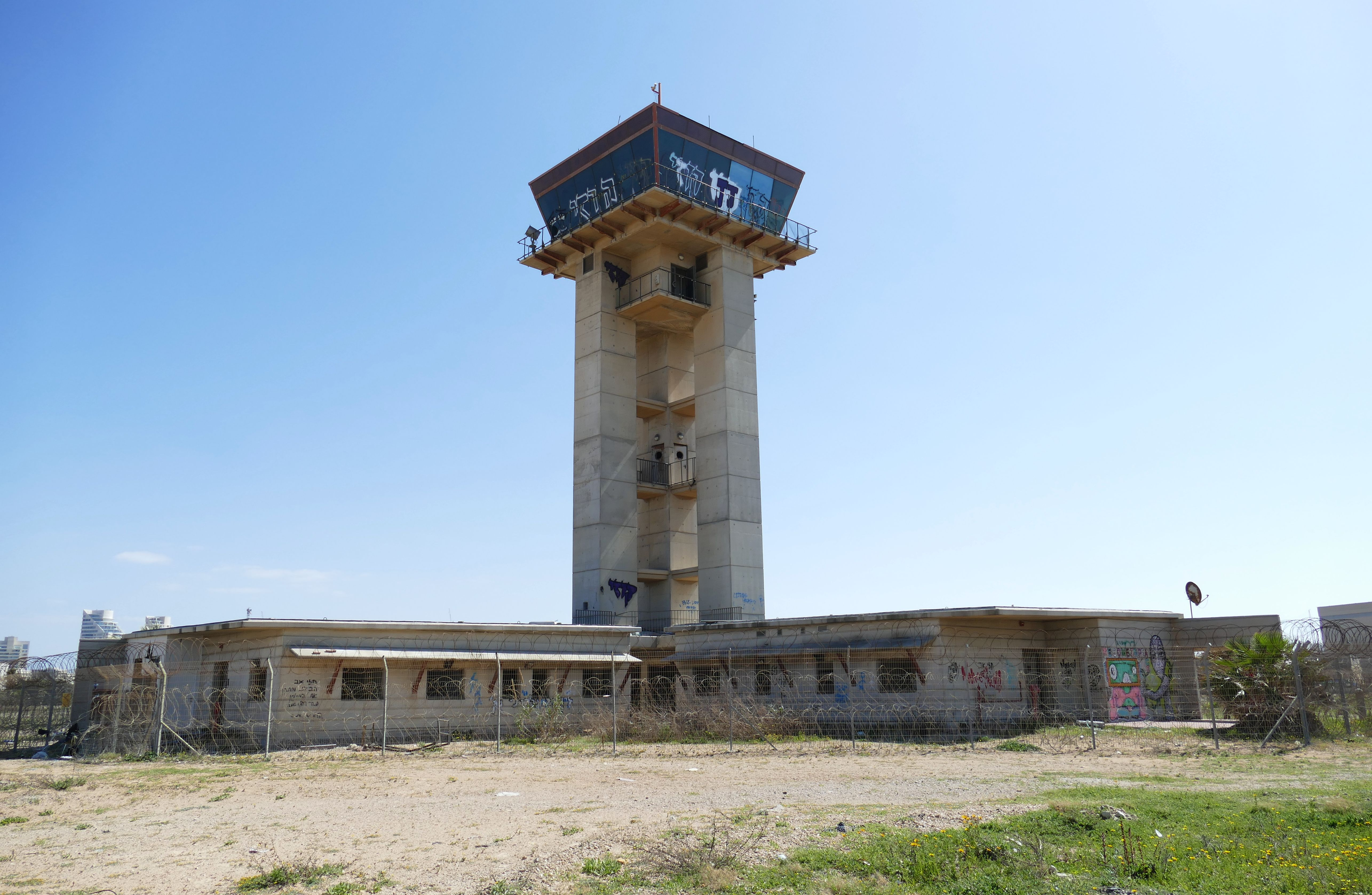
Ancienne tour de contrôle en 2021
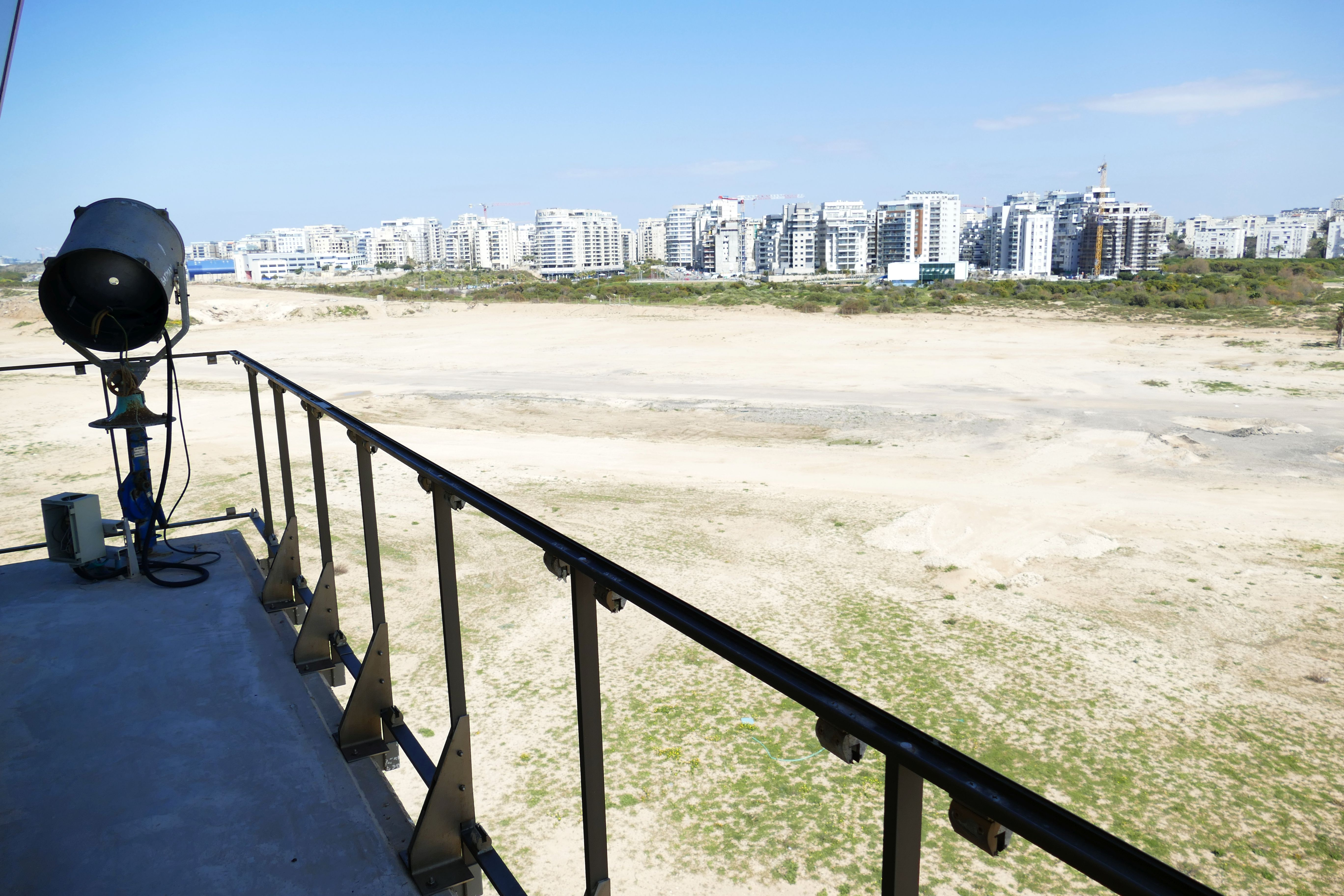
Terrain abandonné en 2021
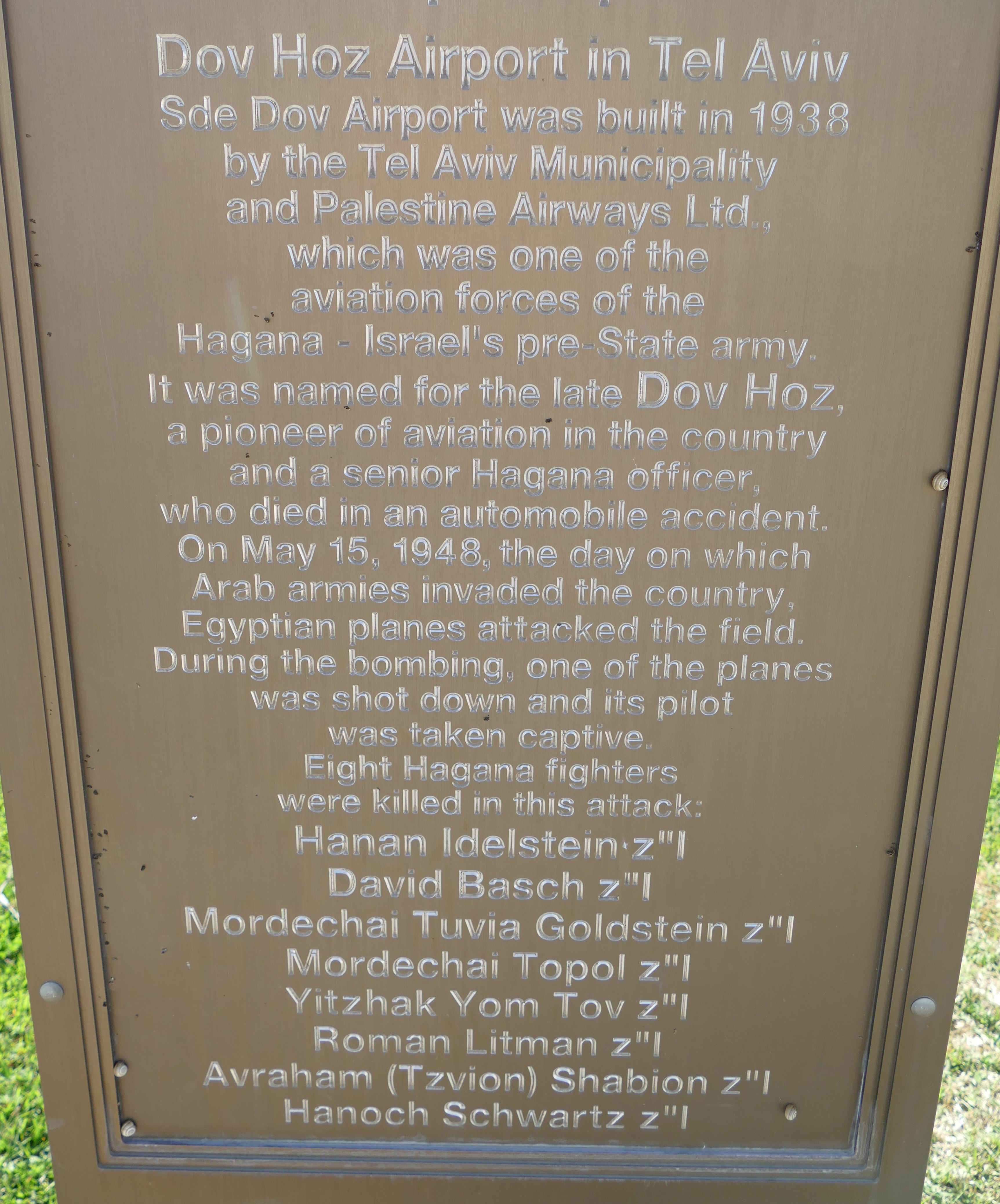
Plaque en souvenir de l'aéroport en 2021